# Geologfjord
De Geologfjord is een fjord in het Nationaal park Noordoost-Groenland in het oosten van Groenland.

## Geografie
De fjord maakt deel uit van het fjordencomplex van de Koning Oscarfjord en de Keizer Frans Jozeffjord. Hij mondt in het zuidoosten uit in de Keizer Frans Jozeffjord. Hij is noordwest-zuidoost georiënteerd en heeft een meanderende vorm wat hem een lengte van meer dan 80 kilometer oplevert.
In het noordoosten wordt de fjord begrensd door het Strindbergland en in het zuidwesten door het Andréeland. In het verlengde van de fjord ligt in het noordwesten de Nunatakgletsjer.

### Gletsjers
In de Geologfjord komen meerdere gletsjers uit, waaronder de Nunatakgletsjer en de Spaltegletsjer.